# Honduras Progreso
Club Deportivo Honduras Progreso – honduraski klub piłkarski z siedzibą w mieście El Progreso, w departamencie Yoro. Występuje w rozgrywkach Liga de Ascenso. Domowe mecze rozgrywa na obiekcie Estadio Humberto Micheletti.

## Osiągnięcia

### Krajowe
- Liga Nacional

| zwycięstwo (1):     | 2015 (A) |
| drugie miejsce (1): | 2017 (C) |

## Historia
Niektóre źródła datują powstanie klubu już na 1929 rok pod nazwą Honduras Atlético. W 1965 roku klub jako CD Honduras był jednym z dziesięciu zespołów, które wzięły udział w inauguracyjnym sezonie honduraskiej Liga Nacional. Występował w niej w latach 1965–1970 (przez ostatni rok pod nazwą El Progreso), po czym zanotował relegację, a niedługo potem zakończył działalność.
W czerwcu 2012 drużyna została reaktywowana na licencji drugoligowych rezerw klubu Real CD España pod nazwą CD Honduras Progreso (odnosząc się do tradycji CD Honduras oraz Deportes Progreseño, grającego w Liga Nacional w latach 90. XX wieku). W 2014 roku Honduras Progreso awansował do pierwszej ligi po 44 latach przerwy. Już półtora roku później (Apertura 2015) wywalczył swoje pierwsze mistrzostwo Hondurasu, jako pierwsza od 14 lat drużyna spoza „czwórki gigantów” (CD Olimpia, FC Motagua, Real CD España, CD Marathón). W tamtym okresie zespół zanotował także serię 56 meczów z rzędu bez porażki na domowym stadionie (34 w drugiej lidze i 22 w pierwszej lidze). Dzięki zdobyciu tytułu mistrzowskiego wziął udział w swoich debiutanckich międzynarodowych rozgrywkach – Lidze Mistrzów CONCACAF 2016/2017 (odpadł w fazie grupowej). Po dziewięciu latach w najwyższej klasie rozgrywkowej (2014–2023) Honduras Progreso spadł do drugiej ligi.

### Rozgrywki międzynarodowe
| Sezon     | Rozgrywki              | Runda        | Klub         | Dom | Wyjazd | Ogólnie    |
| --------- | ---------------------- | ------------ | ------------ | --- | ------ | ---------- |
| 2016/2017 | Liga Mistrzów CONCACAF | Faza grupowa | Pumas UNAM   | 2:1 | 0:2    | 2. miejsce |
| 2016/2017 | Liga Mistrzów CONCACAF | Faza grupowa | W Connection | 1:0 | 1:1    | 2. miejsce |
| 2017      | Liga CONCACAF          | 1/8          | Chorrillo    | 0:1 | 0:1    | 0:2        |